# Palazzo de Goyzueta
Il Palazzo de Goyzueta è un edificio di valore storico e architettonico di Napoli, ubicato in via Francesco Saverio Correra.
Pochissime sono le notizie storiche reperibili su questo palazzo, tra i più importanti del cosiddetto "Cavone".
Nella seconda metà del XV secolo il territorio dell'attuale quartiere dell'Avvocata era esterno alla cinta muraria, allargata dal re Alfonso d'Aragona, e la sua urbanizzazione era pressoché inesistente. Dunque, in un contesto contrassegnato dalla quiete e dal verde, proprio la famiglia reale aragonese commissionò - forse a Giuliano da Maiano - un grande casino di caccia, la Conigliera. Nei due secoli successivi la città, diventata una delle capitali vicereali della Corona spagnola, conobbe un enorme processo di crescita demografica e quindi urbanistica. Ed è dunque alla fine del XVI secolo o, tutt'al più, alla prima metà del XVII che può essere ascritta l'erezione di questo palazzo, su commissione di un'ignota famiglia nobiliare. Sicuramente subì vari interventi di restauro e rinnovamento nel XVIII secolo (vedasi l'aspetto decorativo delle cornici delle finestre dei primi tre piani) e nel XIX secolo (secolo al quale va probabilmente ricondotta l'aggiunta dell'ultimo piano); per poi cadere in un grave stato di degrado nel corso del '900.
Il palazzo si presenta come un massiccio e verticale edificio di quattro piani. Le cornici delle finestre dei primi tre sono sormontate da timpani ondulati. Al centro della base si apre un portale seicentesco in piperno dall'arco a tutto sesto che permette di accedere prima all'androne, sulla cui volta è dipinto a tempera lo stemma della famiglia de Goyzueta (confuso come stemma della famiglia Gurgo dal professor Italo Ferraro), e poi al cortile, sulla cui parete destra sporge il corpo a pianta rettangolare della scala seicentesca dalle due arcate per livello in gravi condizioni conservative (fu probabilmente dopo il terremoto del 1980 che si provvedette a rafforzarne la statica con iniezioni di calcestruzzo); mentre sulla destra della facciata vi è un arco che conduce, dopo aver percorso un vicoletto, all'antico fondaco di San Potito.
La famiglia de Goyzueta vanta una prima attestazione storica normanno-sicula nella persona di Ugone de Guzzetta, il quale fu genero del conte Ruggero il Normanno. Nel XIII secolo si trasferì nei Paesi Baschi, dove fondò il villaggio di Goizueta, la quale tutt'oggi reca come stemma cittadino lo stemma del casato medesimo. Nel XVIII secolo, infine, giunse a Napoli al seguito di Carlo di Borbone con la persona del marchese di Toverena, Juan Asensio de Goyzueta (1711-1782), il quale ricoprì vari incarichi politici e amministrativi di prestigio (tra cui quello di ministro Segretario di Stato, tenente generale della Real Marina e membro del Consiglio di Reggenza durante la minore età del re Ferdinando di Borbone). Non è da escludere che sia stato lui ad acquistare l'edificio, al fine di dotare il suo casato di una propria grande dimora in una Napoli, che, all'epoca, era una capitale di rango europeo. O altrimenti, deve esser stato uno dei suoi discendenti a farlo nei primi decenni del secolo successivo. Fatto sta che allo stato attuale i discendenti dei marchesi di Toverena  posseggono ancora il palazzo e abitano  una quota dell'edificio, i cui prospetti esterni sono stati finalmente restaurati nel 2022.

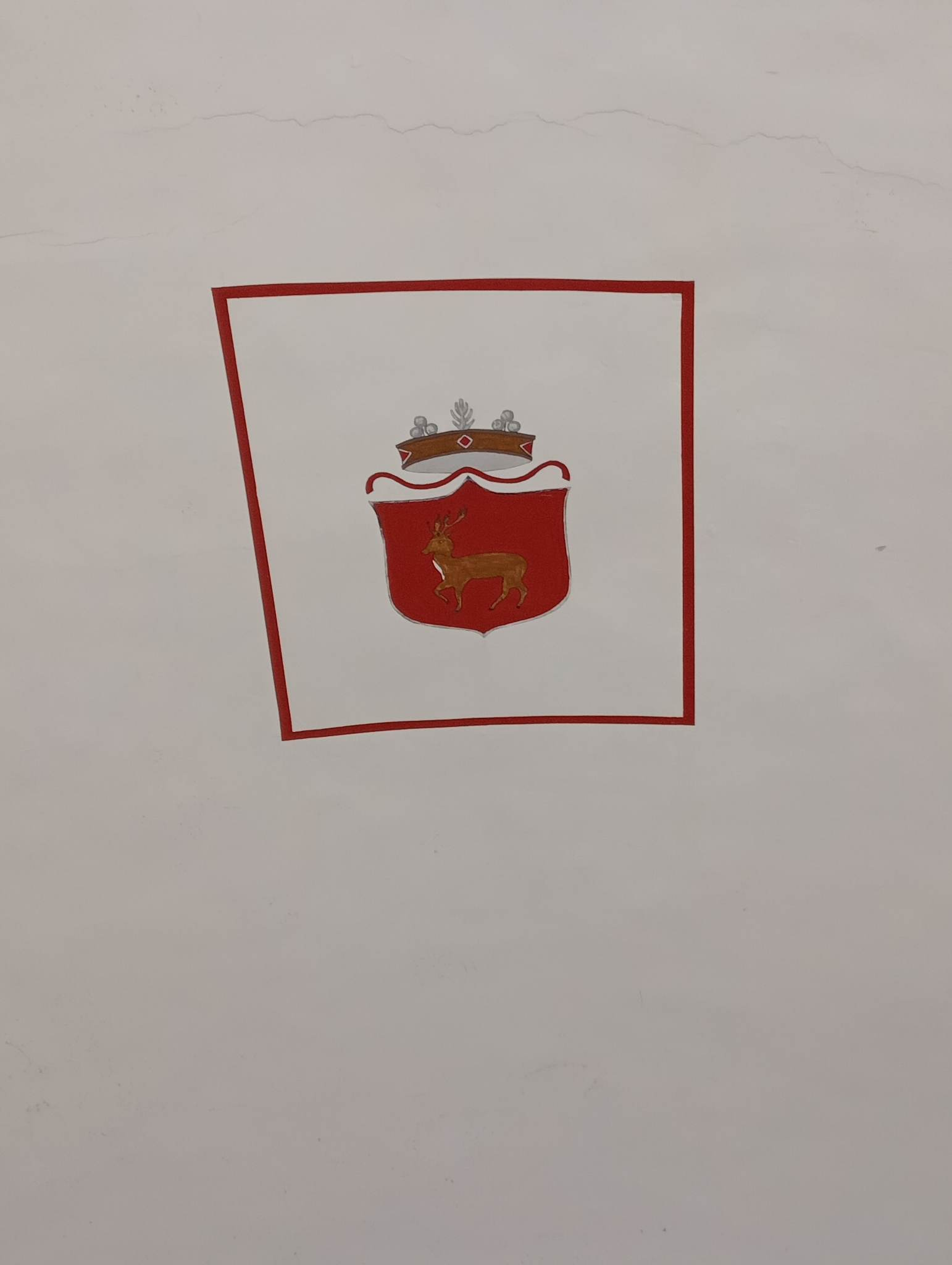
Lo stemma della famiglia de Goyzueta